# Kvenski jezik
Kvenski finski (kvenski, sjevernofinski; ISO 639-3: fkv), uralski jezik finske skupine, kojim govori 6 500 ljudi (1998 The Federation of Norwegian Kven People), etničkih Kvena u sjevernonorveškim okruzima Tromsø i Finnmark, osobito o gradovima i naseljima Tromsø, Børselv, Bugøynes, Neiden, Vadsø, Skibotn, Storslett, Kvænangsbotn, Áltá (Álaheadju), Oteren.
Svojevremeno je bio klasficiran baltofinskoj skupini finsko-laponskih jezika.. Govore ga uglavnom starije osobe; u školama se uči 3 sata tjedno. U upotrebi su i norveški i finski

## Vanjske poveznice
- Ethnologue (15th)